# Rachid Benmahmoud
Rachid Benmahmoud (in arabo رشيد بن محمود‎?; Rabat, 14 settembre 1971) è un allenatore di calcio ed ex calciatore marocchino, di ruolo centrocampista, vice allenatore della nazionale marocchina.

## Carriera

### Club
Ha giocato nel campionato marocchino ed emiratino.

### Nazionale
Tra il 1994 e il 2002 è sceso in campo 19 volte con la maglia della Nazionale.